# Zborowski Medal Pamiątkowy
Zborowski Medal Pamiątkowy (cz. Zborovská pamětní medaile) – czechosłowackie odznaczenie wojskowe z okresu I wojny światowej.
Odznaczenie zostało 13 maja 1947 roku w 30 rocznicę  bitwy pod Zaborowem w dniach 1– 2 lipca 1917 roku przez oddziały Legionu Czechosłowackiego walczącego po stronie wojsk rosyjskich.

## Zasady nadawania
Medal został ustanowiony dla nagrodzenia żołnierzy Legionu Czechosłowackiego, uczestniczących w bitwie pod Zaborowem w dniu 1–2 lipca 1917 roku, w 30 rocznicę tej bitwy.
Medal ten został nadany wszystkim żyjącym uczestnikom tej bitwy, a także rodzina poległych i zmarłych żołnierzy uczestniczących w bitwie. Wyjątkowo nadawano również ten medal zasłużonym żołnierzom z 1 Dywizji Czechosłowackiej, w składzie której wchodziły pułki biorące udział w tej bitwie, a którzy nie uczestniczyli w bitwie. Medal ten otrzymał m.in.  prezydent Czechosłowacji Edward Benesz i minister Obrony Narodowej Ludwik Svoboda.

## Opis odznaki
Odznakę odznaczenia stanowi okrągły medal o średnicy 35 mm, wykonany ze brązy, patynowany na stare srebro. Medal wręczony prezydentowi E. Beneszowi był wykonany ze srebra. 
Na awersie w centralnej części znajduje się podobizna głowy Tomáš Masaryka w charakterystycznej czapce noszonej przez żołnierzy Legionu Czechosłowackiego. Po bokach na okręgu napis PRAVDA VÍŤEZÍ  (pol. Prawda zwycięży).
Na rewersie w centralnej części znajduje się trzy sztandary czechosłowackich pułków uczestniczących w bitwie. Pod nimi gałązka laurowa. Po bokach wzdłuż krawędzi napis ZBOROV (pol. Zaborów) i data 1917 - 1947. 
Medal zawieszony jest na wstążce o szer. 40 mm, koloru jasnoczerwonego nawiązujący do barwy epoletów noszonych przez żołnierzy Legionu Czechosłowackiego. W środkowej części jest pasek w barwach rosyjskiego Krzyża św. Jerzego. Po bokach są wąskie paski koloru czarnego. 
Medal został zaprojektowany przez czeskiego rzeźbiarza Jaroslava Hejduka.